# Bachân

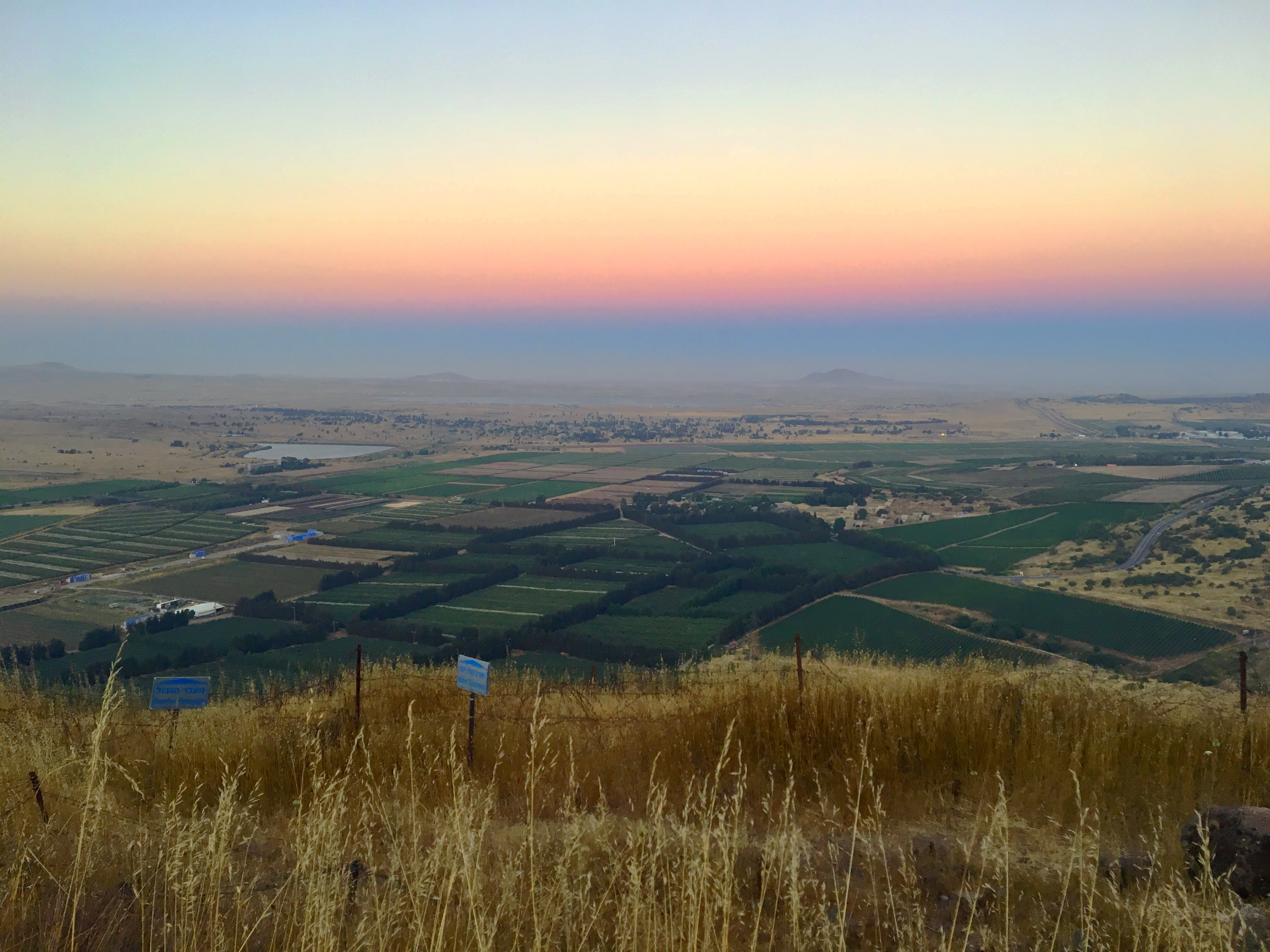
Panorama depuis le Mont Bental.

Le Bachân est un territoire et un royaume biblique, mentionné implicitement dès le livre de la Genèse. Il est dit à ce passage que Kedorlaomer et ses alliés « battirent les Rephaïm à Ashterot-Qarnayim », où Og, le roi de Bachân, avait établi sa résidence. Lors de l’arrivée des Hébreux dans la Terre Promise, Og alla les affronter, mais fut mis totalement en déroute. Ce pays s’étendait de Galaad, au sud, à Hermon au nord, et depuis le Jourdain à l’ouest à Salcah à l’est.

## Géographie
Le Bachaân était composé de quatre régions :
- Gaulanitide, ou Golan, la partie la plus occidentale.
- Batanée, actuellement Al-Bathaniya, au pied du plateau du Golan.
- Auranitide, ou Hauran[4]
- Argob, Trachon ou Trachonitide, actuellement Lejâh

Non loin de la berge qui plonge sur les lacs Houléh et de Tibériade s’alignent en chapelet, du nord au sud, des monts isolés, les tells El-Aḥmar (1 238 mètres), Abou en-Néda (1257 mètres), Abou Yousef (1 029 mètres), El-Faras (948 mètres). Au milieu de’toute cette contrée s’étend la grande plaine En Nouqrat el-Hauran.
Ce pays a toujours été renommé pour son extrême fertilité, et les prophètes de l'Ancien Testament aiment à le citer sous ce rapport avec Galaad, le Carmel et la plaine de Saron. Ses forêts de chênes étaient pour les Israélites un sujet d’admiration comme les cèdres du Liban, et fournissaient même aux peuples voisins un bois de construction très estimé.. Elles devaient couvrir les pentes de ces montagnes que David, dans un psaume, représente comme regardant avec mépris et jalousie la petite colline de Sion, aux formes modestes :

« Montagne de Dieu, mont de Basan,

Montagne aux cimes nombreuses, mont de Basan,

Pourquoi regardez-vous avec envie, montagnes aux cimes nombreuses,

La montagne que Dieu a choisie pour son habitation ?

Jéhovah y habitera à jamais. »

— Psaume 67,16-17
Ces masses de rochers sont appelées hârîm gabnunnîm dans l'Ancien Testament, littéralement « montagnes à bosses », à cause de leurs pointes et de leurs dents aiguës, ce qui peut s’appliquer au Djebel Hauran avec ses cônes volcaniques, ou au Djebel Héïsch avec ses chaînons isolés. Rochers et forêts étaient le repaire des animaux sauvages, surtout des lions.
Jusqu'en 1914, cette contrée était très fertile, surtout dans la plaine du Hauran. Le sol, composé de lave, de dolérite granulée et de scories rouge-brun ou vert-noirâtres, produit un froment aux grains à demi-transparents, de beaucoup supérieur à celui des autres régions de Syrie. Le blé et l’orge y viennent en abondance quand la sécheresse ou les sauterelles n’exercent pas leurs ravages, et ils étaient exportés jusqu'en Europe : la quantité de céréales transportées du Hauran à Akka et Khaïfa à destination de la France et de l’Italie, n’a pas été pendant plusieurs années moindre de 100 000 à 120 000 tonnes/an jusqu'en 1890. 
Les « chênes de Basan » ont disparu comme les cèdres du Liban. Tombés sous la hache des Bédouins, souvent pour servir de bois de chauffage, ils meurent, à peine repoussés, sous la dent des troupeaux. Cependant, les pentes du Djebel Hauran présentent encore certains massifs d’arbres, très rares dans la plaine, et l’on rencontre çà et là quelques restes de forêts. Les chênes que l’on voit ou isolés ou groupés au pied et sur les pentes des tells el-Ahmar, Abou en-Neda, Abou el-Khanzir et ailleurs, appartiennent à deux espèces principales, le Quercus pseudo-coccifera et le  Quercus ægilops.